# Город (село)
Го́род —  село Косівського району Івано-Франківської області. Входить до складу Косівської міської громади.

## Географія
З півночі над селом здіймається хребет Каменистий — пам'ятка природи місцевого значення. З хребта відкриваються чудові панорами Города і Косова.
Межує з містом Косів та селами Бабин і Соколівка. Висота над рівнем моря 450–750 м, найвища висота на території села — гора Михалків (812 м), на якій обладнана гірськолижна траса з підйомником.
До села належить два присілки Равниці і Сокири. Більша частина села розташована в долині річки Рибниці. Відстань від Косова — 3 км, від залізничної станції Вижниця — 15 км.
У селі струмок Бабин, на якому розташований невеличкий каскад Бабиних водоспадів (1,5 —2,5 м), впадає у Рибницю.

## Історія
Засноване в 1408 році, хоча поселення існувало ще в X–XIII ст. У Городі виявлено сліди оборонних споруд, які свідчать, що тут ще за часів Київської Русі існувало оборонне городище.
Існує легенда, яка свідчить, що під час монголо-татарської навали, військо ординців в основному рухалось вздовж річок (найбільша імовірність знаходження поселень для грабунку та погрому) дійшло до території сучасного Города. Селяни, щоб врятувати своє село, загородили річку Рибницю, тобто загатили. Коли вороже військо підійшло до загороди, селяни швидко її відкрили і сильний та бурхливий потік води ринув на загарбників, змивши їхнє військо. Від тоді село почало називатися Городище, а пізніше і Город.
У 1940–50-х роках в селі діяла боївка УПА. Житель Города І. Шведюк — “Сірко” був районним привідником ОУН, загинув у бою 31 серпня 1950 року. В УПА та в’язницях НКВД загинули 5 чоловік. 24 серпня 1994 року на кутку Сокири встановлено пам’ятні хрести і освячено каплицю на місці загибелі 12 грудня 1951 року повстанців Ю. Близнюка з Косова, Онуфрія Воротняка з Малого Ріжна та одного невідомого повстанця.

## Населення

### Мова
Розподіл населення за рідною мовою за даними перепису 2001 року:
| Мова       | Кількість | Відсоток |
| ---------- | --------- | -------- |
| українська | 508       | 99.41%   |
| білоруська | 2         | 0.39%    |
| румунська  | 1         | 0.20%    |
| Усього     | 511       | 100%     |

## Церква

### Церква Святого Стефана (Город)
В селі діє релігійна громада Православної церкви України, яка використовує церкву Святого Стефана (пам'ятку архітектури), датовану 1868-1872 роками (первинно належала УГКЦ). Настоятель — протоієрей Ростислав Близнюк. 
Церква зрубна, хрестопдібна в плані, з квадратною навою та вузькими боковими раменами, до південного з яких прилягає засклений ґанок. До бабинця також прибудовано ґанок. Опасання церкви лежить на вінцях зрубів. Нава має восьмигранну основу на якій розташована шатроподібна баня з ліхтарем та маківкою. Бокові зруби мають високі двоскатні дахи, які досягають двох третин восьмигранної частини нави. Опасання і стіни над опасанням, дахи перекриті бляхою, стіни під опасанням мають вигляд відкритого зрубу. В храмі зберігся металевий кіот, іконостас, ікони, хрести, виконані в гуцульському стилі. 
Храмові свята 9 січня (Архидиякона Стефана) та 8 листопада (Великомученика Дмитрія).

## Світлини та відео

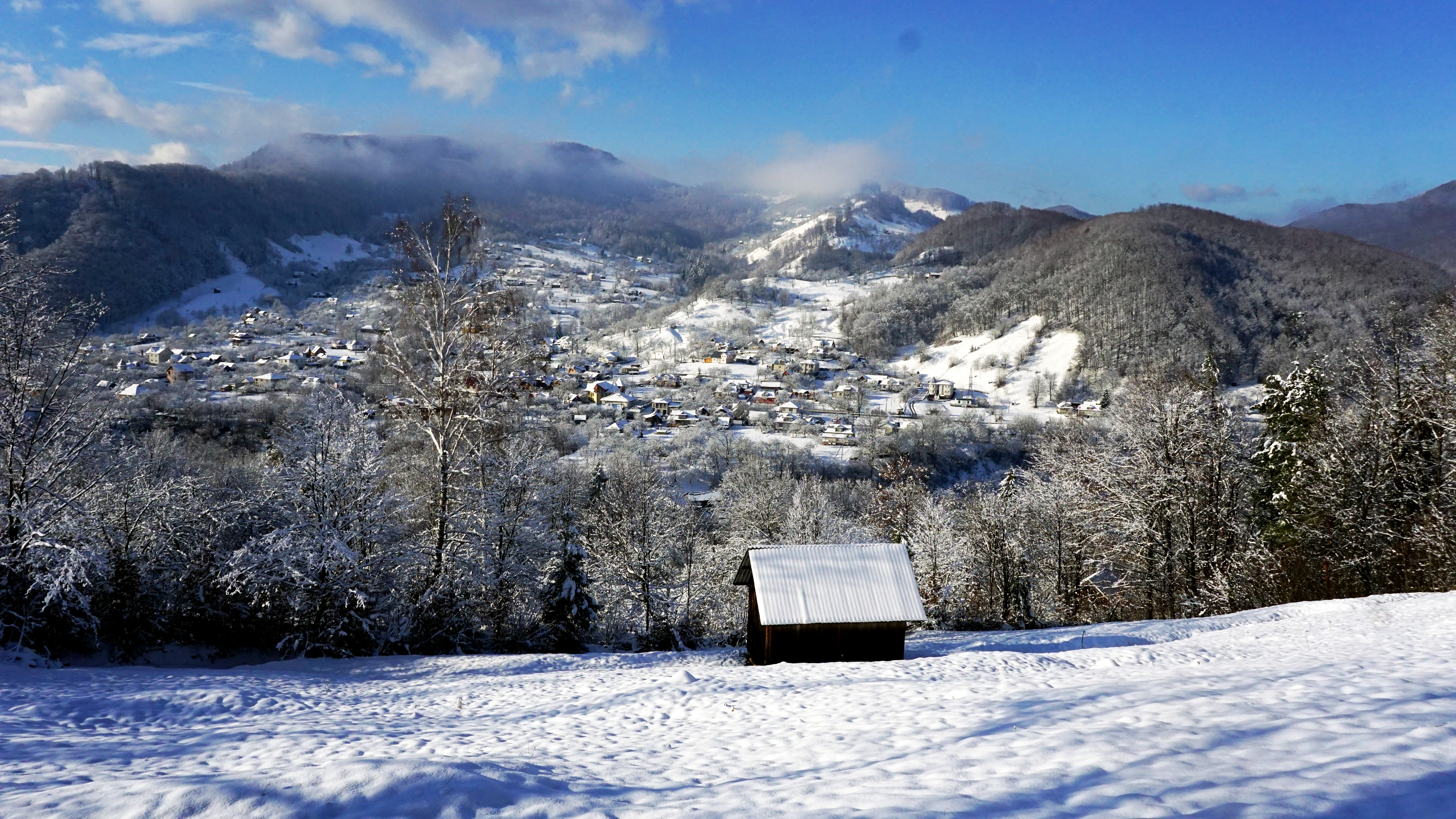
Город, міст через річку Рибниця
- Бабині водоспади
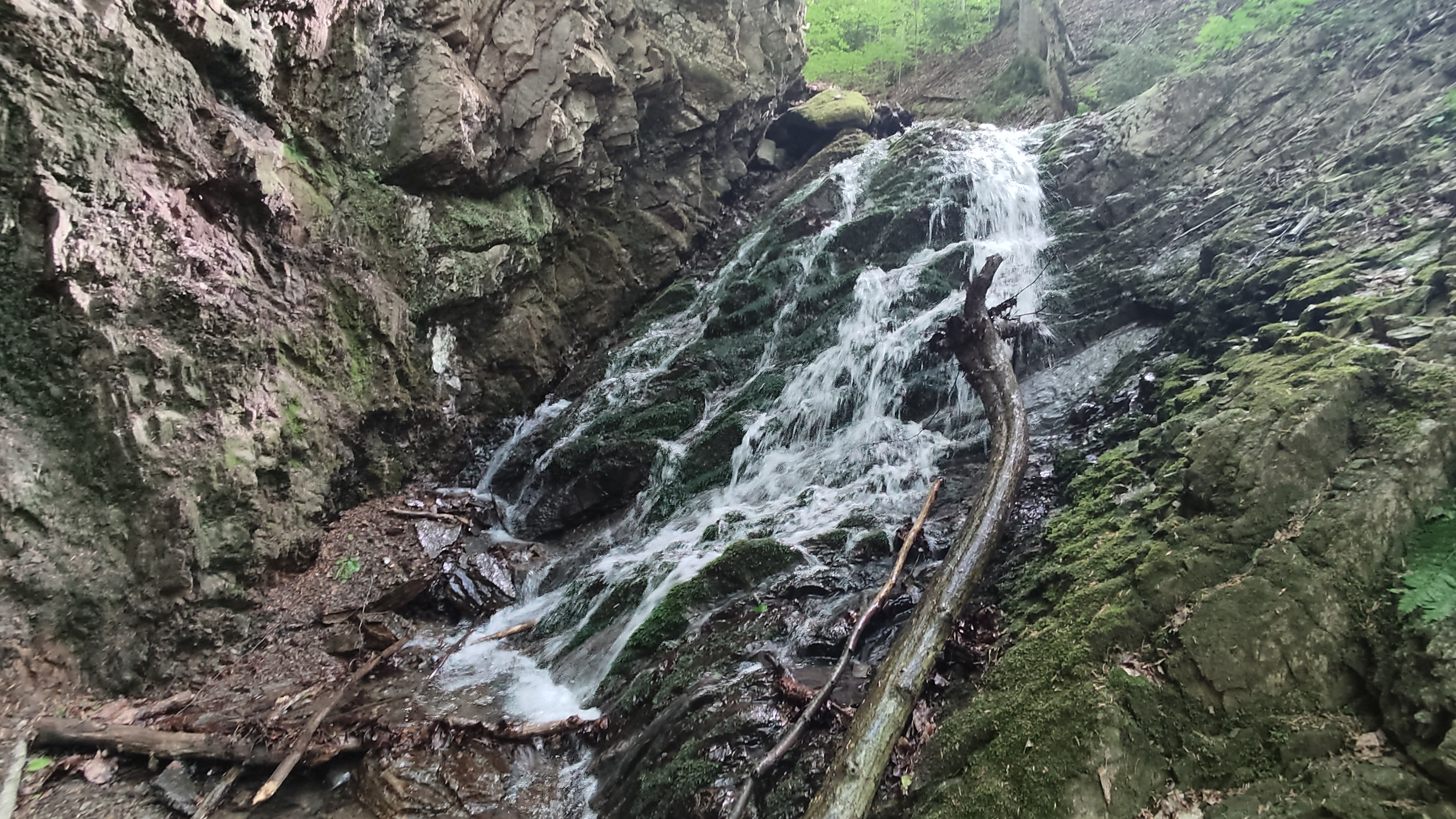
Водоспад Бабин Секрет